# Anders Fynbo
Anders Fynbo, né le 3 juin 1996 à Greve Strand, est un coureur cycliste danois. Il est membre de l'équipe irlandaise Spellman-Dublin Port.

## Biographie
Anders Fynbo commence sa carrière cycliste en 2010 au Greve Cykle Club, sur ses terres natales. Il est alors âgé de treize ou quatorze ans. Dans les catégories de jeunes, il évolue au sein de diverses formations danoises. Il participe à des compétitions sur piste et sur route.
En 2019, il intègre l'effectif de Vetrapo, un club belge basé à Gand,. Toujours actif sur piste, il devient champion du Danemark de poursuite chez les élites. Il termine également deuxième de la version espoir des Six Jours de Berlin, aux côtés de son compatriote Arne Birkemose. L'année suivante, il reprend une licence au Danemark. Il rejoint ensuite une équipe professionnelle sur piste durant la saison 2021, en Irlande.
En 2023, il s'impose de nouveau sur la poursuite individuelle aux championnats du Danemark sur piste. Il représente par ailleurs son pays natal dans une manche de la Coupe des Nations, disputée au Caire.

## Palmarès sur piste

### Championnats des Pays nordiques
- 2017
  -  Médaillé de bronze de l'américaine (avec Oscar Bjørn-Rosager)

### Championnats nationaux
- 2014
  - 2e de la vitesse juniors
- 2018
  - 3e de la poursuite
- 2019
  -  Champion du Danemark de poursuite
  - 2e du kilomètre
  - 2e de la vitesse par équipes
  - 2e de la poursuite par équipes
- 2020
  - 3e de la poursuite par équipes
  - 3e de l'américaine
- 2021
  - 2e de l'américaine
- 2022
  - 2e du keirin
  - 2e de la poursuite
  - 2e de la poursuite par équipes
  - 3e du scratch
- 2023
  -  Champion du Danemark de poursuite
  - 2e de l'élimination
- 2024
  -  Champion du Danemark de poursuite par équipes
- 2025
  - 3e du kilomètre
  - 3e de la poursuite